# Lamorak

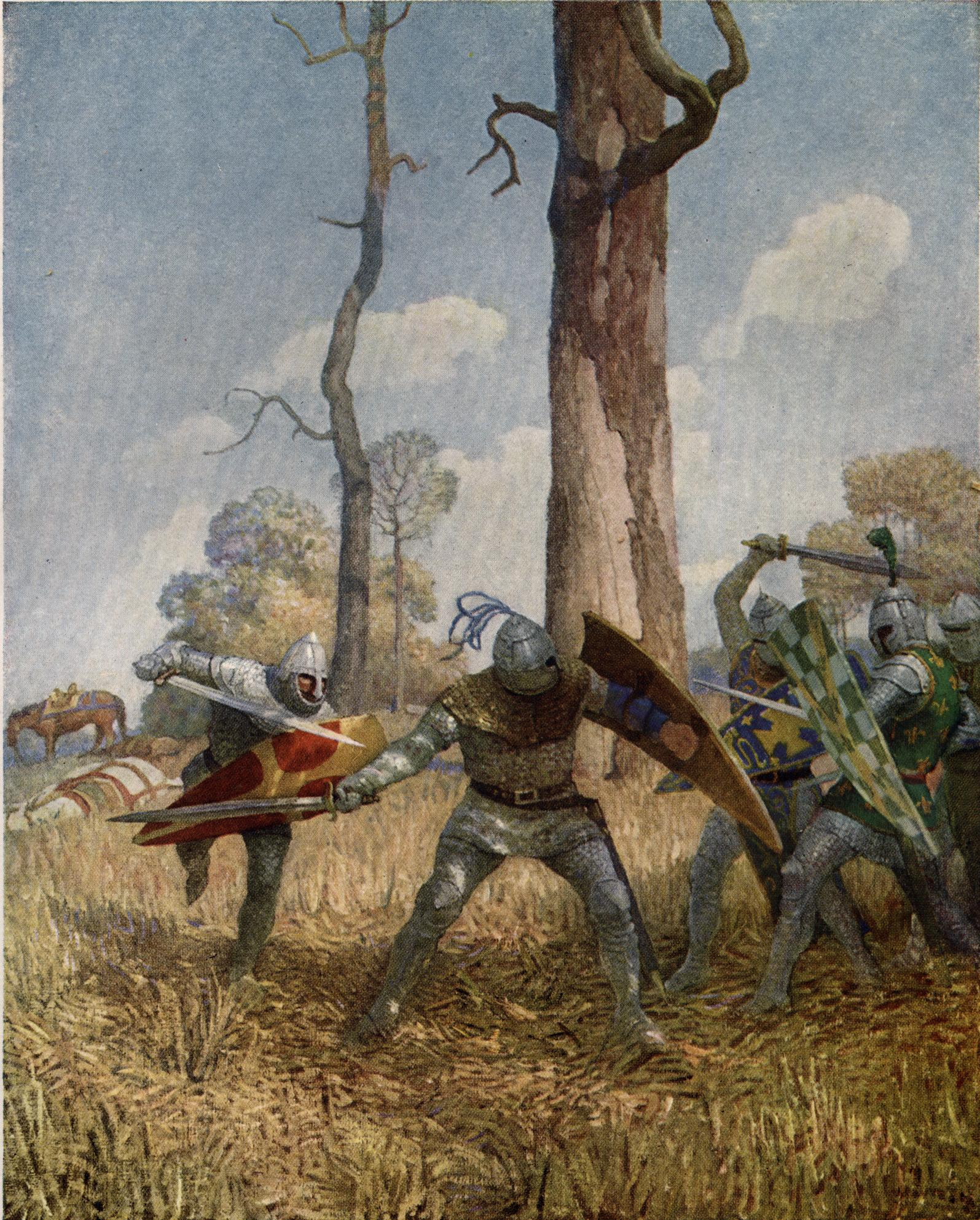
De dood van sir Lamorak
Illustratie van N.C. Wyeth (1922)

Lamorak is een ridder van de Ronde Tafel in de Arthuriaanse legendes. Hij is de zoon van koning Pellinore en de broer van sir Tor, Aglovale, Percival, de maagd Dindrane van de Heilige Graal en soms van nog anderen. Hij maakt zijn eerste optreden in de Prose Tristan, en duikt in latere werken op zoals de Post-Vulgate Cycle en sir Thomas Malory's Le Morte d'Arthur. Lamoraks vader Pellinore was een van koning Arthurs eerste bondgenoten, maar hij werpt zijn familie in een bloedvergieten wanneer hij koning Lot van Lothian doodt in een gevecht. Tien jaar later wreken Lots zonen Walewein en Gaheris hun vaders dood door Pellinore af te slachten in een duel. Lamorak groeit op en wordt lid van de Orde van de Ronde Tafel, en ondanks de vijandschap tussen de twee families, begint hij een affaire met Lots weduwe Morgause. Gaheris betrapt de twee geliefden samen terwijl Morgause verblijft in Waleweins landgoed en hij onthoofdt haar niet veel later (In sommige modernere versies van het verhaal is het Agravaine die zijn moeder doodt, niet Gaheris). Hij laat de ongewapende Lamorak gaan, en deze laatste duikt onder. Hij verschijnt weer op een toernooi en legt zijn situatie uit aan koning Arthur, maar weigert het voorstel van Arthur om een wapenstilstand in te lassen. Wanneer hij opnieuw vertrekt wordt hij belaagd door Walewein, Gaheris, Agravaine en Mordred; Mordred geeft hem de doodslag. Een neef van Lamorak, sir Pinel le Savage, probeert zijn dood te wreken door Walewein te vergiftigen tijdens een feest van Guinevere, maar het gif wordt per abuis genomen door een andere ridder, wiens bloedverwant de koningin beschuldigt en probeert haar te laten executeren.
Lamorak was bekend om zijn kracht en vurig karakter en bood weerstand aan dertig ridders op ten minste twee gelegenheden. Sommige bronnen verwijzen naar hem als koning Arthurs derde beste ridder, met Lancelot en Tristan voor hem, maar hij was niet buitengewoon populair in de romantische traditie, beperkt door het cyclische materiaal, ondergeschikt aan grotere personages.